# رحمت اروین عبدالله
رحمت اروین عبدالله (انگلیسی: Rahmat Erwin Abdullah؛ زادهٔ ۱۳ اکتبر ۲۰۰۰) وزنه‌بردار اهل اندونزی است.
وی در مسابقات کشوری و بین‌المللی در مجموع برندهٔ ۳ مدال طلا، ۱ مدال برنز شده‌است.